# Torey Hayden
 (mai 2012).
Si vous disposez d'ouvrages ou d'articles de référence ou si vous connaissez des sites web de qualité traitant du thème abordé ici, merci de compléter l'article en donnant les références utiles à sa vérifiabilité et en les liant à la section « Notes et références ».
Pour les articles homonymes, voir Hayden.
Victoria Torey Lynn Hayden, dite Torey Hayden, née le 21 mai 1951 à Livingston, Montana, est une pédopsychologue et écrivaine américaine.

## Biographie
Tour à tour enseignante spécialisée auprès d'enfants en grande difficulté psychologique, assistante à l'université, coordinatrice de recherche et consultante pour le traitement des enfants victimes de sévices, Torey Hayden s'est spécialisée dans le domaine du mutisme sélectif. Elle a été, dans les années soixante-dix, une pionnière dans l'étude de ce phénomène psychiatrique peu étudié à l'époque. Elle a réalisé ce travail de recherche principalement à l'université du Minnesota à Minneapolis, pour en présenter les conclusions lors de la conférence nationale de l’American Academy of Child and Adolescent Psychiatry en 1978.
Elle s'est rendue célèbre par le récit autobiographique One child (L'Enfant qui ne pleurait pas), paru en 1982, dans lequel elle raconte le sauvetage de Sheila, une enfant "sauvage", murée dans le silence. Abandonnée par sa mère, élevée par un père alcoolique, victime de violences et d'abus sexuels, Sheila se révèle une enfant surdouée, d'une grande intelligence et d'une sensibilité à fleur de peau. Cet ouvrage a été traduit en 28 langues et sera suivi de The Tiger's child (La Fille du Tigre), paru en 1995, qui relate les retrouvailles mouvementées de Torey Hayden et Sheila, 7 ans plus tard, lorsque l'auteure souhaite obtenir l'autorisation de son ancienne élève pour la publication de One Child.
Torey Hayden a publié d'autres récits de son travail auprès d'enfants gravement perturbés, faisant revivre à ses lecteurs son expérience de pédopsychologue, impliquée personnellement dans ces "sauvetages" d'enfants souvent considérés comme "perdus" par le système éducatif.
Le Docteur Mike Marlowe, de l’Appalachian State University à Boone aux États-Unis, a entrepris d’importantes recherches sur l’utilisation possible des livres de Torey Hayden dans la formation des enseignants confrontés à des enfants présentant des besoins particuliers. Il a souligné l’importance primordiale accordée à la relation affective de l’enseignant envers les enfants en difficulté dont il a la charge, dans la pédagogie pratiquée par la pédopsychologue. C’est à partir de cette relation interpersonnelle basée sur un amour sincère que l’enseignant peut aider un enfant lourdement handicapé psychiquement à sortir de son isolement. « [Torey Hayden] reste attachée à l’idée que chaque individu a besoin de savoir d’une manière très réelle, qu’il ou elle compte pour quelqu’un, quelque part. “Un amour sincère, même sur courte période, n’est jamais une perte de temps.” (Hayden, 2001). »
Torey Hayden a une fille, Sheena, née en 1985.

### Récits
1. L'enfant qui ne pleurait pas, Éditions Balland, 1982 ((en) One child, 1980)
2. Les enfants des autres, Éditions Flammarion, 1986 ((en) Somebody else's kids, 1981)
3. Kevin le révolté, Éditions Balland, 1983 ((en) Murphy's boy, 1983)
4. Une enfant comme les autres, Flammarion, 1988 ((en) Just Another Kid, 1988)
5. L'enfant qui ne parlait pas, Presses de la Cité, 1992 ((en) Ghost girl, 1991)
6. La fille du Tigre, Presses de la Cité, 1995 ((en) The Tiger's child, 1995)
7. L'enfant blessée, Presses de la Cité, 2003 ((en) Beautiful child, 2002)
8. Les enfants du crépuscule, Presses de la Cité, 2005 ((en) Twilight children, 2005)
9. L’enfant qui ne savait pas dire la vérité, J’ai lu, 2021 ((en) Lost child, 2019)
10. The invisible girl 2021

### Romans
1. La forêt de tournesols, Éditions Flammarion, 1989 ((en) The sunflower forest, 1984)
2. L'enfant au chat, Presses de la Cité, 2000 ((en) The Mechanical cat, 1998)
3. (en) The Very Worst Thing, 2003
4. (en) Innocent Foxes, 2011